# 116e régiment de manœuvres opérationnelles
Pour les articles homonymes, voir 116e régiment.

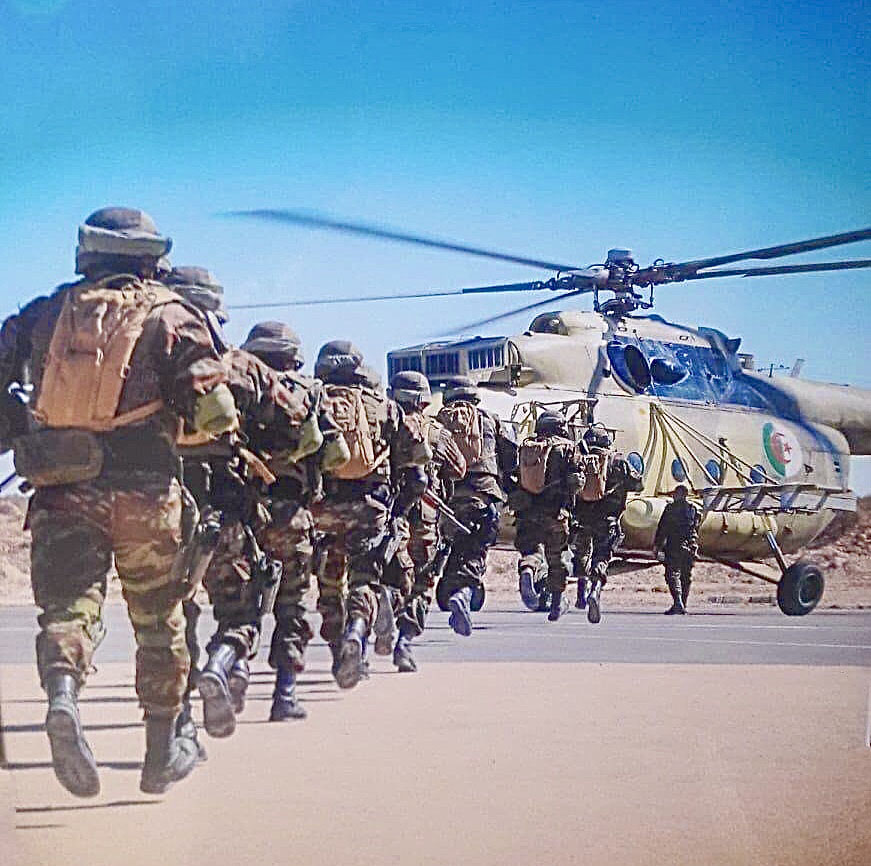
Un groupe d'assaut du RMO durant un entraînement.

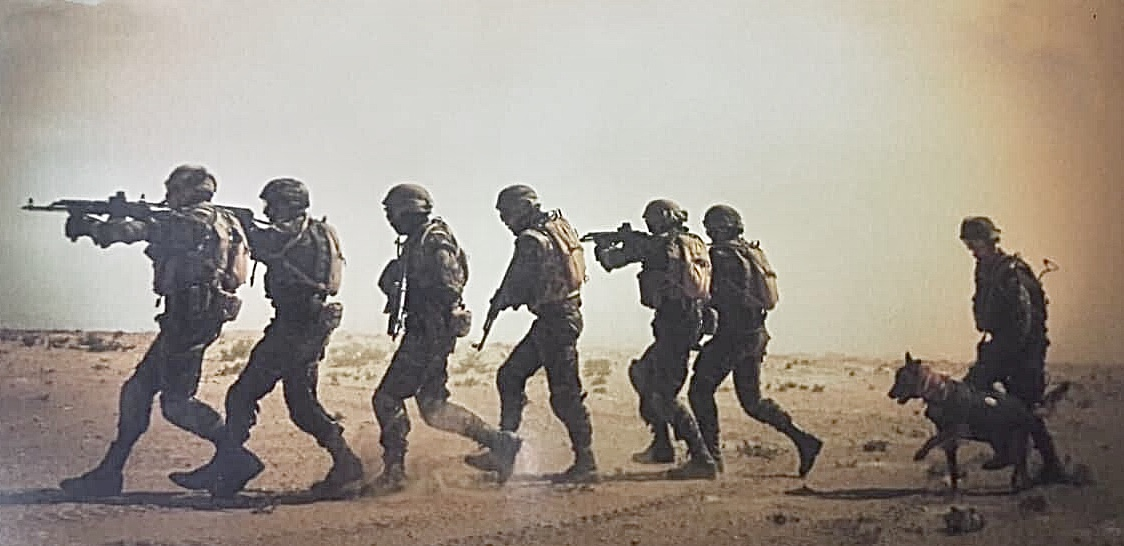
Un groupe d'assaut du RMO durant un entraînement.

Le 116e régiment de manœuvres opérationnelles (116e RMO) (en arabe : الفوج 116 للمناورات العملياتية) est un régiment de forces spéciales appartenant aux forces terrestres algériennes, il est le régiment antiterroriste, mais aussi, la principale "force de frappe" de l'armée algérienne,.

## Historique
En effet le 116e RMO est un régiment récent car il aurait été créé en 2015 soit quelques mois après la dissolution du fameux groupement d'intervention spécial (GIS), ce régiment est créé pour remplacer directement cette unité.
À la suite de la dissolution du GIS les forces terrestres de l'armée nationale populaire ont donc décidé de créer une nouvelle unité d'élite afin de remplacer le GIS. Cependant le 116e RMO ne dépend pas directement des services de renseignements algériens, mais il appartient directement aux forces terrestres algériennes.
Ils sont sous les ordres directs du chef d'état-major de l'armée nationale populaire, et ses missions sont suivies par le haut commandement de l'armée.
De plus 116e RMO est le descendant du GIS, ce régiment a donc naturellement repris les mêmes missions que ce dernier, donc le régiment est capable d'opérations extrêmement diverses et variées.
Le 116e RMO est venu s'ajouter à leurs homologues du 104e RMO qui est aussi un régiment de forces spéciales, et qui est le régiment d'opérations spéciales de l'armée algérienne, à titre de comparaison le 104e RMO est l'équivalent algérien les green berets américains.
Tandis que le 116e RMO en raison de sa spécialisation dans les opérations antiterroristes à plus les caractéristiques pour être l'équivalent algérien du 1st SFOD-D.

## Missions
Le 116e RMO est spécialisé dans le contre-terrorisme, dans les actions de contre-guérilla, la chasse aux terroristes dans les zones hostiles et complexes, et dans la libération d'otages. Cependant, il est également capable d'opérations extrêmement diverses et variées.
Elle a la capacité d'assurer la protection de hautes autorités militaires, de mener des opérations spéciales diverses telles que la reconnaissance spéciale, ils sont également capables de mener des raids derrière lignes ennemies, et ils peuvent réaliser tout autre type de missions à caractère spécial.
Les missions du 116e RMO sont donc,, :
- Lutte anti-guérilla
- Lutte anti-terroriste
- Libération d'otages
- Reconnaissance spéciale
- Protection rapprochée et l’escorte de hautes personnalités
- Action directe
- Opérations spéciales
- Destruction d'objectifs stratégiques, sabotage
- Intervention en milieu marin
- Opérations techniques

## Recrutement

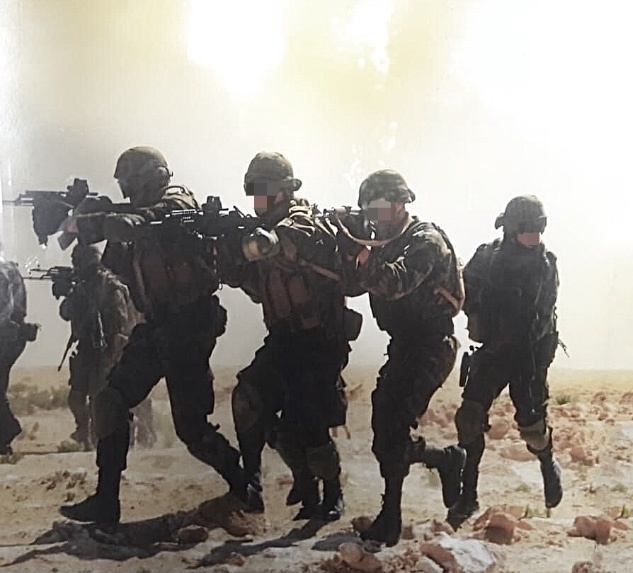
Un groupe d'assaut du RMO durant un entraînement.

Le 116e RMO est une unité de parachutistes, donc ce régiment recrute ses futurs membres au sein des régiments parachutistes de l'armée nationale populaire. De plus ce régiment a repris la majorité des membres de l'ex GIS.

## Organisation
Le régiment possède plusieurs compagnies dotées de plusieurs groupes spécialisés tels que des groupes de chuteurs opérationnels, des groupes CTLO, des groupes de nageurs de combat, des groupes de recherche et destruction etc.
Le 116e RMO possède donc plusieurs compagnies spécialisées,, :
- Un état major
- Une compagnie spéciale : possédant des groupes d'assaut spécialisés dans la recherche et la destruction (contre-guérilla), de traque et de neutralisation de cibles de haute valeur (HVT).
- Une compagnie d'intervention : possédant des groupes d'intervention spécialisés dans le contre terrorisme et la libération d'otages, et des groupes d'intervention en milieu marin (nageurs de combat), des groupes d'appuis avec des tireurs de haute précision, des groupes de protection rapprochée avec des gardes du corps.
- Une compagnie de reconnaissance : possédant des groupes de chuteurs opérationnels, de tireurs d'élite longue distance, de reconnaissance et d'acquisition du renseignement.
- Une compagnie d'intervention technique : possédant des groupes de déminage, d'effraction, cynotechnique etc.
- Une compagnie de soutien logistique
- Une compagnie d'instruction

## Armement

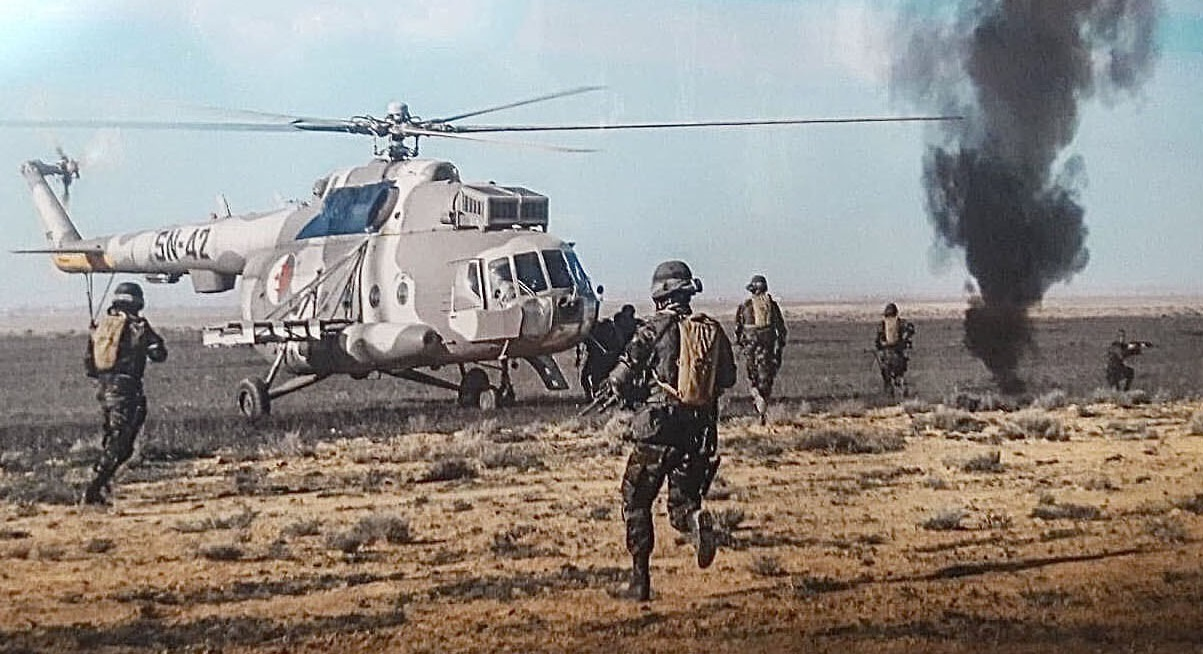
Un groupe d'assaut du RMO durant un entraînement.

Les opérateurs ont accès à plusieurs types d'armes qui sont choisies selon les besoins et la nature de la mission. Chaque opérateur est équipé d'une arme principale (généralement un fusil d’assaut), d'une arme de poing et s'ajoute à cela les différents types de grenades (fragmentation, fumigène, aveuglante, etc.).
Les tireurs de précision et les tireurs d'élite ont une multitude de choix vis-à-vis de leur armement, qui vont du petit et moyen calibre, jusqu'aux gros calibres employés pour le tir immatériel qui permet de détruire des équipements légers, notamment avec des calibres lourd tel que le calibre 12.7.

### Armes de poings
Les armes de poings les plus utilisés par le 116e RMO :
- Glock 17 et Glock 19 en 9 × 19 mm Parabellum.
- Glock 26
- Caracal (pistolet)

### Pistolet mitrailleur
- HK MP5A5 en 9 × 19 mm Parabellum
- MP5SD3
- MP5K
- MP5A3
- HK MP7

### Fusil d'assaut
- M4
- AKM
- AKMS
- HK416

### Fusil mitrailleur
- PKM

### Fusil de précision
- Zastava M93 Black Arrow (en)
- Sako TRG 42

### Fusil à pompe de combat
- Beretta RS 202
- SPAS 12

### Autres
- RPG-7
- MSGL

### Équipement individuel
- Treillis des troupes spéciales lizard et woodland désert
- Chaussures
- Casque : Fast ops core, team wendy exfil ballistic
- Gilet portes-plaques
- Ceinture tactique
- Garnitures de coude et genoux
- Lunettes de protection/masque balistique
- Cagoule ou cache cou
- Gants de protection
- Holster de cuisse/hanche
- Camelback
- Combinaison tactique (pour les groupes de reconnaissance)
- Ghillie suit (pour les tireurs d'élite)

#### Spécial
- Bouclier pare-balles
- Viseur SWORD T&D
- Jumelles de vision thermique, de vision nocturnes et infrarouges
- Casque de transmission individuel
- Radio
- Masque de protection NRBC
- Appareil de déminage
- Brouilleurs
- Silencieux (armement)
- Optiques
- Système de combat Gladius 2.0[7]

## Moyens de transport
Moyens aéroporté
- Mil Mi-17 des Forces aériennes algériennes.
- Avions de transport appartenant aux Forces aériennes algériennes (C130, Casa C295, Il-76 etc.)

### Véhicules
- Véhicules tout terrain
- Camionnette
- Véhicules de transport de troupes

#### Véhicules spéciaux
- Fourgon de déminage
- Véhicule tout-terrain Ford F-150 avec Mobile Adjustable Ramp System (MARS)
- MRAP (Mine Resistant Ambush Protected) International Maxxpro[8]
- Véhicule de brouillage tout-terrain
- Véhicule blindé léger